# Lastverteilung (Logistik)

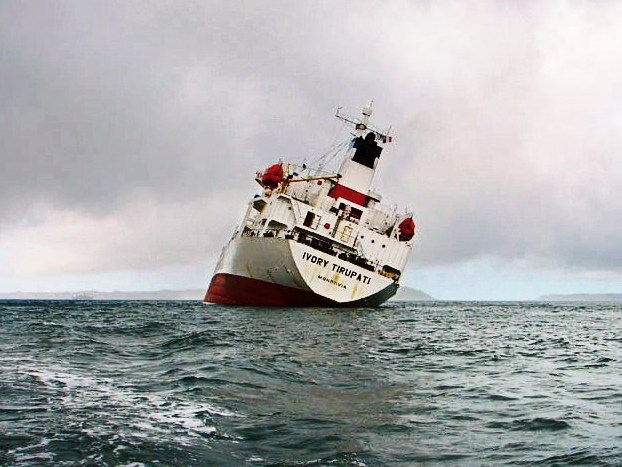
Die MV Ivory Tirupati in Schieflage

In der Logistik beschäftigt sich die Lastverteilung mit der planmäßigen Beladung von Fahrzeugen, Flugzeugen oder Schiffen. Dies geschieht mittels eines Lastverteilungsplans, sodass Stabilität, Gesamtlast, Achslast, Schwerpunkt etc. den Vorgaben entsprechen.